# Alcimus setifemoratus
Alcimus setifemoratus är en tvåvingeart som beskrevs av Hobby 1934. Alcimus setifemoratus ingår i släktet Alcimus och familjen rovflugor.
Artens utbredningsområde är Zimbabwe. Inga underarter finns listade i Catalogue of Life.